# Калбуко (вулкан)
Калбуко (на испански: Calbuco) е стратовулкан в южно Чили, разположен югоизточно от езерото Янкиуе (Llanquihue) и северозападно от езерото Чапо (Chapo) в региона Лос Лагос. Вулканът и обграждащата го територия са защитени в рамките на Националния резерват Янкиуе. Вулканът е силно експлозивен андезитен вулкан, чиято лава обичайно съдържа 55 до 60% силициев диоксид (SiO2).
Най-скорошното избухване на вулкана е внезапното избухване на 22 април 2015, което е първото след 1972 година.

## Вулканична активност
От 1837 година Калбуко има регистрирани поне 10 изригвания. Едно от най-големите изригвания в историята на южно Чили се случва на това място през 1893 – 1894 година, когато изригванията причиняват изхвърлянето на парчета с диаметър 30 см на разстояния от около осем километра от кратера, придружени от обширни горещи кални реки (лахари). Силни експлозии били регистрирани през април 1917, придружени с горещи лахари и нови лавови куполи, формирани в кратера. Друго кратко изригване има през януари 1929, включващо изтичане на лава и пирокластичен поток. През 1961 година голямо изригване на Калбуко изпраща в атмосферата пепелни стълбове на 12 – 15 km височина и два потока от лава. Малко, четиричасово изригване е регистрирано на 26 август 1972. Силни газови емисии (фумароли) от основния кратер са забелязани на 12 август 1996 година.

## Изригване през 2015 година
На 22 април 2015 година вулканът Калбуко внезапно изригва за първи път от четири десетилетия. Изригването продължава 90 минути и изпраща облак от вулканична пепел на височина 10 km в небето. На същия ден е регистриран поток от лава в езерото Чапо. Изригването предизвиква отмяна на полети, както и евакуацията на 4000 души от зона в радиус от 20 km от вулкана.
Месеци преди изригването чилийските власти се сблъскват с две големи природни бедствия: мащабен горски пожар във Валпараисо и наводнения в северните градове. Още в същия ден на изригването са одобрени изключителни конституционни ограничителни мерки. Генералът от чилийските военновъздушни сили, Хорхе Гебауер Битнер, е назначен за началник отбранителните действия в зоната на катастрофата.

## Галерия
- Изглед от вулкана Осорно (юли 2006).
- Стълбът от вулканична пепел, погледнат от Пуерто Варас на 22 април 2015.
- Снимка с инфрачервена радиометрична система, 23 април 2015.
- Изглед към вулкана Калбуко откъм езерото Лянкиуе и автомагистрала 225